# トレヴァー・チェリー
- トレバー・チェリー

トレヴァー・ジョン・チェリー（Trevor John Cherry、1948年2月23日 - 2020年4月29日）は、イングランド・ハダースフィールド出身の元サッカー選手で元指導者。現役時代のポジションはDF。

## 経歴
イングランド代表として1980年の欧州選手権に参加するなど、27試合のプレー経験がある。リーズ・ユナイテッドFCでは通算486試合に出場、リーグ制覇やチャンピオンズカップ準優勝などに貢献した。

## タイトル

### クラブ
リーズ・ユナイテッド
- フットボールリーグファーストディヴィジョン : 1973-74

個人タイトル
- リーズ・ユナイテッド年間最優秀選手 : 1980-81